# Túnel de Daza
Der Túnel de Daza ist ein zweispuriger Straßentunnel in Kolumbien, der sich entlang der Straße Pasto–Popayán erstreckt. Der Tunnel ist 1710 Meter lang und unterquert den Berg Morasurco. Der Tunnel wurde 2012 eröffnet.
Der Tunnel ist unter anderem mit 16 Evakuierungssignalen, Brandmeldesystem, 20 Überwachungskameras, vier Ampeln und vier Sperrschranken zur Verkehrsregulierung, 22 Notrufsäulen und Glasfaserkabeln ausgestattet.